# Sallent (Pinell de Solsonès)
Sallent es una entidad de población española del municipio leridano de Pinell de Solsonès, en la comunidad autónoma de Cataluña.

## Toponimia
El nombre del lugar puede aparecer referido como Cellent, Sallent y Sallent de Solsonès.

## Historia
Hacia mediados del siglo XIX, el lugar, por entonces con ayuntamiento propio, tenía contabilizada una población de 24 habitantes. Estaba formado por varias masías dispersas. Aparece descrito en el sexto volumen del Diccionario geográfico-estadístico-histórico de España y sus posesiones de Ultramar de Pascual Madoz de la siguiente manera:

CELLENT: l. con ayunt. en la prov. de Lérida (13 1/4 leg.), part. jud. y dióc. de Solsona (2 3/4), aud. terr. y c. g. de Cataluña (14 3/4), adm. de rent. de Cervera (5 3/4): está compuesto de varias casas dispersas llamadas en el pais Masias, situadas en el valle de su mismo nombre: le combaten principalmente los vientos de E. y O., el clima es templado y las enfermedades dominantes son las catarrales. Hay igl. parr. (San Jaime), servida por un cura párroco de nombramiento ordinario en concurso general: tiene por aneja la igl. del Manso llamado Mas den Forn en el térm. de Llaverola 3/4 de hora distante en direccion E. Entre las casas dispersas se halla una muy grande de piedra labrada que es propiedad del Sr. que fué de este l.; y para surtido de sus vec. se encuentran varias fuentes que por ser casi insignificantes, se sirven en general de las de pozos y balsas. Confina el térm. N. con el de Pinell; E. con el de Lloverola; S. con el de Sanahuja, y O. con el de Madrona; siendo su estension de N. á S. una hora y otro tanto poco mas ó menos de E. á O.: cruza por él la rivera llamada de Sanahuja, riach. insignificante, pero que suele tener fuertes avenidas: nace en el térm. de Pinell, sigue por los de Llovera y Lloverola, Cellent y Sanahuja en cuyo estremo S. desagua al r. Bregós. El terr. en general está cortado por varias sierras que le atraviesan en distintas direcciones, siendo en su mayor parte de secano y de inferior calidad: los caminos son transversales y malos: el correo lo reciben los mismos interesados en la cartería de Sanahuja 3 veces cada semana. prod. centeno, cebada, escaña, alguna legumbres bellotas y vino de mala calidad, todo en poca cantidad: se cria un poco de ganado lanar, cabrio y de cerda, siendo el primero el preferido, hay caza de conejos y perdices. pobl. 4 vec., 24 alm. cap. imp. 11,153 rs. contr.: el 14,28 por 100 de esta riqueza. presupuesto municipal 500 , comprendiéndose en esta cantidad las derramas del presupuesto provincial y de presos pobres; y 200 rs. que se pagan al secretario del ayuntamiento, cuyos gastos se cubren por reparto vecinal.
(Madoz, 1847, p. 304)

En la actualidad pertenece al municipio de Pinell de Solsonès. En 2022, tenía empadronados 22 habitantes.